# Betelpalm
Betelpalm (Areca catechu) är en växt inom släktet arekapalmer och familjen palmer. Betelpalm är en palm vars frukter används som stimulantia och medicinalväxt som odlas i Ostindien och på Söderhavsöarna för dess betelnötters skull. 
Vildväxande betelpalmer kan bli 30 meter höga. Nötterna påminner om små kokosnötter och blir cirka 5 centimeter stora. Blommorna är vita och doftande, men dem får man ytterst sällan se hos krukodlade exemplar. Bladen är fjäderformade och kan bli upp till ett par meter långa. Som krukväxt var palmen vanligare för ganska länge sedan, varefter den försvann för att på senare år återkomma.
Det vetenskapliga namnet Areca kommer av det sydindiska ordet adekka, som är ett inhemskt växtnamn. Catechu är ett hinduiskt växtnamn. 

## Utbredning
Betelpalm härstammar ursprungligen från Filippinerna.

## Användning
Betel är ett milt stimulerande njutningsmedel som används i Syd- och Sydostasien och Taiwan. Betelpalmens nötter, betelnötter, hackas med kniv, blandas med lite kryddor och släckt kalk. Kalken hjälper till att frigöra de aktiva ämnena. Blandningen viks in i ett löv och tuggas, varvid alkaloiderna i nötternas oljiga saft, främst arekolin, löses ut i saliven, som får en rödaktig färg. Andhämtningen tilltar, och salivutsöndringen ökar. Beteltuggningen ger en relativt mild stimulans och har inom folkmedicinen fått en vidsträckt användning bland annat som uppiggande och sexualstimulerande medel. 
Betel är milt vanebildande, men tillfällig användning är knappast skadlig för en frisk människa. Ett mer omfattande missbruk har dock rapporterats störa sexualdriften och förorsaka impotens. En ökad risk för munhålecancer har också rapporterats. Får man för mycket betelolja i sig ger arekolinet effekter som påminner om ett kraftigt alkoholrus: trötthet, kräkningar, diarré och skakningar. Munhålan och tänderna får också en mörkröd beläggning.

## Krukväxt
Betelpalm måste stå ljust, men trivs inte alls i direkt sol. Den är känslig för torka i alla avseenden, och jorden får aldrig torka ut. Det gäller att vattna så att jorden verkligen är ordentligt genomvattnad och sedan vattna igen innan jorden är torr, bara det översta jordlagret får ha hunnit bli torrt. Likaså trivs den bäst med hög luftfuktighet, vilket gör att man bör duscha den så ofta det är möjligt. Torka orsakar lätt angrepp av spinnkvalster. Från tidig vår till sen höst vattnas plantan med växtnäring varje vecka, men under vintern endast varannan vecka. Bästa temperatur är 18-20 °C, och 16 °C är den absoluta nedre gränsen. Omplantering sker när det behövs, det vill säga när krukan är full av rötter och då lämpligast på våren. Betelpalm förökas med frö, men det är svårt att lyckas med det.

## Produktion
| Nr                                                                    | Område                 | Produktion (ton) | Andel (%) |
| --------------------------------------------------------------------- | ---------------------- | ---------------- | --------- |
| 1                                                                     | Indien                 | 622 000          | 56,34 %   |
| 2                                                                     | Taiwan                 | 121 435          | 11,00 %   |
| 3                                                                     | Burma                  | 118 909          | 10,77 %   |
| 4                                                                     | Bangladesh             | 102 000          | 9,24 %    |
| 5                                                                     | Indonesien             | 47 000           | 4,26 %    |
| 6                                                                     | Sri Lanka              | 41 977           | 3,80 %    |
| 7                                                                     | Thailand               | 36 670           | 3,32 %    |
| 8                                                                     | Bhutan                 | 9 490            | 0,86 %    |
| 9                                                                     | Nepal                  | 4 008            | 0,36 %    |
| 10                                                                    | Malaysia               | 368              | 0,03 %    |
| 11                                                                    | Kenya                  | 113              | 0,01 %    |
| 12                                                                    | Maldiverna             | 3                | 0,00 %    |
|                                                                       | Total världsproduktion | 1 103 973        | 100,00 %  |
| Källa: FN:s livsmedels- och jordbruksorganisation:s data för år 2014. |                        |                  |           |